# Metrotren de Córdoba
El Metrotrén de Córdoba (popularmente conocido como Cercanías de Córdoba) es el nombre que reciben los servicios de Proximidad entre Alcolea de Córdoba y Villarrubia de Córdoba. Desde 2023, coincidiendo con la puesta en marcha de los servicios de Proximidad de Renfe, también se le empieza a denominar Tren del Valle del Guadalquivir.

## Historia
Desde 1996, existe la línea 75 de Media Distancia, que inicialmente contaba con dos estaciones: Córdoba y Campus Universitario de Rabanales, utilizada principalmente por estudiantes y profesores de la Universidad.
En 2012, durante la alcaldía de José Antonio Nieto, se planteó la creación de un servicio de cercanías para conectar las barriadas periféricas de Villarrubia de Córdoba y Alcolea de Córdoba. Este servicio contaría con un total de siete estaciones, de las cuales dos serían de futura construcción, una en Parque Joyero y otra en la avenida de la Igualdad.
Se mantuvieron conversaciones entre el Ministerio de Fomento, el Ayuntamiento y la Junta para coordinar el proyecto. En un principio, se propuso extender la línea a municipios del Valle de Guadalquivir, aunque en ese momento la iniciativa no prosperó.
El Consejo de Ministros del 15 de diciembre de 2017 aprobó la OSP (Obligación de Servicio Público) del Metrotrén de Córdoba. Tras la adecuación de las estaciones de Alcolea de Córdoba, El Higuerón y Villarrubia de Córdoba, el Metrotrén entró en servicio el 29 de octubre, conectando ambas barriadas a través de un trazado de aproximadamente 23,5 kilómetros.
En febrero de 2019, tras una reunión con la alcaldesa María Isabel Ambrosio, el ministro de Fomento, José Luis Ábalos, anunció el inicio de los trámites para la construcción de la estación de la avenida de la Igualdad, así como la realización de un estudio de viabilidad para la estación de Parque Joyero. Además, en relación con la posible ampliación de la línea al Valle del Guadalquivir, el ministro expresó su intención de crear una mesa de trabajo para abordar "las necesidades de movilidad de esa zona y los posibles medios para resolverlas"
En 2023, el Ministerio de Transportes y Movilidad Sostenible puso en marcha los llamados servicios de Proximidad, un proyecto piloto de tres años que se caracteriza por ofrecer unas frecuencias intermedias entre los servicios de Cercanías y los servicios de Media Distancia, orientado a poblaciones que no cuentan con un núcleo de Cercanías. Dichos servicios, declarados OSP en los Presupuestos Generales del Estado de 2023, se pusieron en marcha el 20 de marzo de ese mismo año. En Córdoba se creó la relación de Proximidad entre Palma del Río y Villa del Río, denominada Tren del Valle del Guadalquivir. Además de los servicios ya existentes de Media Distancia entre Villa del Río y Palma del Río, se sumaron a los servicios existentes del Metrotrén cuatro trenes por sentido desde Villarrubia hasta Palma del Río y de Alcolea hasta Villa del Río en días laborables, conectando por primera vez ambos municipios con las estaciones del área metropolitana de Córdoba sin necesidad de hacer transbordo.

## Futuro
Desde el inicio del proyecto, se preveía que Adif construyera y abriera dos nuevas estaciones: una en el Parque Joyero y otra en el barrio de Fátima, siendo esta última la prioridad para el Ministerio de Transportes. En 2019 se contempló ubicar la estación de Fátima en la avenida de la Igualdad, aunque hasta la fecha no está confirmada su ubicación definitiva.
Dado que Adif no considera prioritaria la estación del Parque Joyero, el actual alcalde, José María Bellido, ha propuesto al Gobierno asumir los costes de la estación "siempre y cuando se nos garantice que ese tren que pasa por delante, y que nosotros estaríamos dispuestos a construirle la parada, pare cuando ese centro (el CEFC) tiene actividad", afirmó.
Además de estas dos estaciones en proyecto, se están llevando a cabo trabajos de adecuación en las estaciones de Almodóvar del Río y Montoro para habilitarlas y que puedan prestar servicio a los viajeros del tren de Proximidad.

## Estaciones
| Metrotrén de Córdoba |
| Palma del Río · Posadas · Villarrubia · El Higuerón · Córdoba · Campus Universitario de Rabanales · Alcolea de Córdoba · Villa del Río |